# تپه کفشگیری
تپه کفشگیری مربوط به دوران پیش از تاریخ ایران باستان - است و در شهرستان گرگان، بخش مرکزی، روستای کفشگیری واقع شده و این اثر در تاریخ ۱۰ بهمن ۱۳۸۳ با شمارهٔ ثبت ۱۱۲۸۴ به‌عنوان یکی از آثار ملی ایران به ثبت رسیده است.